# Cairnryan
Cairnryan, schottisch-gälisch: Machair an Sgithich, ist eine Ortschaft in der schottischen Council Area Dumfries and Galloway beziehungsweise in der traditionellen Grafschaft Wigtownshire. Sie liegt rund sieben Kilometer nördlich von Stranraer an der Ostküste von Loch Ryan.

## Geschichte
Bereits seit 1429 befanden sich die umliegenden Ländereien im Besitz des Clans Agnew. Nachdem dieser dort zunächst ein Gebäude namens Croach errichten ließ, wurde im Jahre 1701 das Herrenhaus Lochryan House am Standort erbaut. Im selben Jahr wurde Cairnryan in den Stand eines Burghs of Barony erhoben.
Einen bedeutenden Faktor in der Entwicklung der Ortschaft bedeutete die Einrichtung eines Militärhafens im Jahre 1943. Während des Zweiten Weltkriegs wurde er als Militärhafen 2 bezeichnet und diente als Nothafen, für den Fall der Zerstörung der innerhalb der Reichweite nazideutscher Bomber gelegenen südenglischen Häfen. Teile der Mulberry-Häfen wurden dort gefertigt. Die Anlage, an der zahlreiche US-amerikanische Soldaten, die später in der Normandie landen sollten, ankamen, wurde nie vollständig fertiggestellt. 16 Jahre später ließ das Militär den Hafen auf. In den folgenden Jahrzehnten entwickelte sich die Schiffsverschrottung zu einem wichtigen Wirtschaftszweig in Cairnryan.
Der Joug Stone (auch The Cairn Ryan Stane) steht in einer Cottagewand im Nordwesten von Cairnryan.

## Verkehr
Die A77, die Portpatrick auf der Halbinsel Rhins of Galloway mit Glasgow verbindet, bildet die Hauptverkehrsstraße von Cairnryan. Sie schließt die Ortschaft direkt an das Fernverkehrsstraßennetz an. Seit 1959 besteht eine Fährverbindung zwischen Cairnryan und dem nordirischen Larne. 2011 bezog die Stena Line, die zuvor eine Fährverbindung zwischen Stranraer und Belfast betrieben hatte, einen neuen Tiefseehafen nördlich von Cairnryan. Die Verbindung nach Belfast wird seitdem über diesen Hafen abgewickelt.